# Thomas Curwen
Sir Thomas Curwen of Workington (* um 1400; † 1463) war ein englischer Ritter.

## Leben
Sir Thomas war ein Sohn von Sir Christopher Curwen und Elizabeth Huddelston.
Er vertrat die Grafschaft Cumbria im Parlament 1434, 1441, 1449 und 1459 und war Sheriff of Cumbria 1450 und 1457.
Thomas Curwen war ein Anhänger des Hauses Lancaster und kämpfte für Heinrich VI. während der Rosenkriege bei der Schlacht von Northampton (1460), bei St Albans (1461) und bei Towton (1461).
Sir Thomas starb 1463.

## Ehe und Nachkommen
Sir Thomas war verheiratet mit Anne, Tochter des Sir Robert Lowther.
Das Paar hatte zumindest zwei Kinder:
- Christopher ⚭ Anne Pennington[1][2][3]
- Elizabeth ⚭ John Cleburne[4]